# Fodinella tuberculata
Fodinella tuberculata is een mosdiertjessoort uit de familie van de Phidoloporidae. De wetenschappelijke naam van de soort is voor het eerst geldig gepubliceerd in 1900 door Philipps.